# Сантош Рам
Сантош Рам — индийский кинорежиссёр, сценарист и кинопродюсер. Известен своими короткометражными фильмами «Вартул» (2009), «Галли» (2015) и «Прашна» (2020), которые были удостоены различных наград и показаны на кинофестивалях по всему миру. Его дебютный короткометражный фильм «Вартул» был показан более чем на 56 кинофестивалях и удостоен был получить тринадцать наград. Фильм «Прашна» («Вопрос») вошел в шорт-лист Filmfare Short Film Awards 2020. Сантош Рам получил специальное упоминание премии «Iris» за фильм «Прашна» на кинофестивале UNICEF Innocenti, 2021, во Флоренции, Италия.

## Ранняя жизнь
Рам родился в Донгершелки, округ Латур, Махараштра. Он вырос в семье среднего класса в Удгире. На жизнь Рама сильно повлияло детство, которое он провел в районе Маратвада.

## Карьера
Сантош начал свою карьеру в кино, написав и сняв короткометражки в 2009 году. Свой дебютный короткометражный фильм на языке маратхи «Вартул» он снял на 35-мм пленку. «Вартул» был официально отобран на 56 кинофестиваля, таких как: 11-й кинофестиваль Osian’s Cinefan Film Festival 2009 Нью-Дели, 3-й Международный фестиваль документальных и короткометражных фильмов в Керале, 8-й фестиваль азиатского кино «Третий глаз», и 17-й Международный азиатский кинофестиваль в Торонто (2013), получив в общей сложности тринадцать наград. Его второй короткометражный фильм «Галли» (2015) был показан на 13 национальных и международных кинофестивалях. Его последний фильм «Прашна» (2020) вошел в шорт-лист Filmfare Short Film Awards 2020и официально отобран для участия в 36 кинофестивалях по всему миру, получив семнадцать наград.

## Фильмография
| Год     | Название                      | Язык           | Режиссёр | Сценарист | Режиссёр | Примечания                                                                        |
| ------- | ----------------------------- | -------------- | -------- | --------- | -------- | --------------------------------------------------------------------------------- |
| 2009 г. | вартул                        | маратхи        | да       | да        | нет      | Официальный отбор на пятидесяти трех кинофестивалях Выиграл 14 наград             |
| 2015    | Галли                         | маратхи        | да       | да        | да       | Официальный отбор на тринадцати кинофестивалях Короткий фильм                     |
| 2020    | Прашна                        | маратхи        | да       | да        | нет      | Официальный отбор на тридцати четырёх кинофестивалях Получение шестнадцати наград |
| 2024    | История Ювраджа и Шахаджахана | маратхи, хинди | да       | да        | да       | Короткий фильм                                                                    |
| 2026    | Китай Мобильный               | маратхи        | да       | да        |          | Художественный фильм                                                              |

## Награды
Вартул 2009
- Лучший фильм — в 4-м Международном фестивале короткометражных фильмов Индии, 2010, Ченнаи.
- Лучший фильм — во 2-м Международном кинофестивале в Нагпуре, 2011 г.
- Лучший режиссёр — Фестиваль короткометражных фильмов в Пуне, 2011
- Лучший фильм — в 6-м кинофестивале в Goa Marathi Film Festival 2013, Гоа
- Лучший детский фильм — в малабарском фестивале короткометражных фильмов, 2013 г.
- Приз за выдающиеся достижения в кинопроизводстве — Международный кинофестиваль в Каньякумари, 2013 г.
- Специальное упоминание жюри — Международный кинофестиваль Navi Mumbai 2014, Navi Mumbai.
- Лучший фильм — Фестиваль короткометражных фильмов в Барши, 2014
- Лучший фильм — в 1-м фестивале короткометражных фильмов в Махараштре, 2014 г.
- Номинация — Премия Mahrashtra Times Awards 2010

Прашна, 2020
- Специальное упоминание премии Iris Award (написание) на кинофестивале UNICEF Innocenti 2021, Флоренция, Италия.[13]
- Номинация — Лучший короткометражный фильм — Filmfare Awards 2020
- Лучший короткометражный фильм — в 3-м Международном фестивале винтажного кино, 2020
- Лучший короткометражный фильм — в 4-м Международном кинофестивале Анны Бхау Сате, 2021 г.
- Лучший социальный короткометражный фильм — Международный кинофестиваль Bettiah, 2020
- Специальное почетное упоминание за лучший короткометражный фильм — Международный фестиваль короткометражных фильмов Sprouting Seed, 2020 г.
- Лучший режиссёр — в 4-м Международном кинофестивале Анны Бхау Сате, 2021 г.
- Лучший сценарий — в 4-м Международном кинофестивале Анны Бхау Сате, 2021 г.
- Специальное упоминание за лучший короткометражный игровой фильм — на 14-м фестивале короткометражных и документальных фильмов SiGNS, 2021 г.
- Лучший короткометражный фильм — на 6-м Бенгальском международном фестивале короткометражных фильмов, 2021 г.
- Специальный приз жюри — на 9-м фестивале документальных и короткометражных фильмов имени Смиты Патил, Пуна.
- Лучший рассказ — Фестиваль короткометражных фильмов Ma Ta 2022, Мумбаи
- Диплом международного конкурса короткометражных игровых фильмов "За развитие образования в отдаленных районах .